# Вересковый мёд
«Ве́ресковый мёд» (англ. Heather Ale, дословно «Вересковый эль») — стихотворение (баллада) Роберта Льюиса Стивенсона (1880). В оригинале имеет также подзаголовок «Галлоуэйская легенда» (англ. A Galloway Legend), по названию местности Галлоуэй на юго-западе Шотландии.
Стихотворение состоит из 11 восьмистиший (рифмуются только чётные строки), написано языком с оттенком стилизации под старину.

## Сюжет
Баллада повествует об истреблении королём Шотландии «маленького народа» (англ. dwarfish folk), прежде населявшего эти земли, — Стивенсон называет их также «пиктами». Двух последних представителей этого народа, отца и сына, доставили к королю, чтобы они открыли секрет приготовления сладкого хмельного напитка из вереска (предположительно имеется в виду грюйт), за это король обещает сохранить им жизнь. Старик-отец соглашается открыть секрет. Однако ему совестно делать это на глазах сына. Поэтому он просит сначала утопить юношу в море. Когда король соглашается и юношу бросают в волны, старик говорит, что ему-то костёр не страшен, но сомневался он в стойкости сына, а тайны он всё равно не выдаст, и она умрёт вместе с ним.

## Историческая основа
Исторические основы баллады сомнительны, поскольку пикты в действительности были не уничтожены, а ассимилированы скоттами в IX—X вв., — и сам Стивенсон замечал это в авторском примечании к публикации «Верескового мёда» в своей книге «Баллады» (1890). В то же время некоторые исследователи указывали на сообщения средневековых хронистов о последних пиктах, обитавших на окраинах Шотландии ещё в середине XV века, связывая балладу Стивенсона с какими-то преданиями, относящимися к тому времени.
Уловка, аналогичная использованной стариком, упоминается в Гренландской Песне об Атли из Старшей Эдды, где пленный Гуннар, когда от него требуют открыть, где лежит Золото Нифлунгов, требует сердце знающего тайну Хёгни. Получив его, он говорит, что теперь может не сомневаться, что золото раздора навсегда останется в Рейне. Стивенсон, скорее всего, взял за основу своего сюжета не малоизвестную «Песнь об Атли», а гораздо более известную «Песнь о Нибелунгах», куда этот эпизод попал в заметно изменённом виде: там, напротив, Хаген (=Хёгни) мотивирует отказ раскрыть место дислокации клада тем, что поклялся трём братьям-королям хранить тайну, пока жив хотя бы один из троих (а к этому моменту из всех троих только Гюнтер (=Гуннар) оставался в живых) — после же убийства Гюнтера заявляет, что теперь тайна умрёт вместе с ним.

## Переводы
На русский язык балладу впервые перевёл Николай Чуковский под названием «Вересковое пиво» (1935 г., опубликован в журнале «Звезда» в 1939 г.). Новый перевод, выполненный С. Я. Маршаком, был опубликован в 1941 году под названием «Вересковый мёд» и приобрёл значительную популярность. В 1947 году именно так был озаглавлен сборник переводов Маршака, выпущенный Государственным издательством детской литературы.
Баллада Стивенсона в переводе Маршака включалась в школьную программу по литературе для изучения в 5 классе.

## Экранизации и влияние
- В 1963 году был создан диафильм Витольда Бордзиловского «Вересковый мёд»[8].
- В 1974 году на Киевской киностудии научно-популярных фильмов по тексту баллады Ириной Гурвич был снят одноимённый мультипликационный фильм[9].
- Стихотворение Константина Симонова «Рассказ о спрятанном оружии» (1936) основано на схожем сюжете: пленный республиканец готов выдать франкистам местонахождение схрона с оружием при условии, что казнят второго республиканца, захваченного вместе с ним. Когда казнь происходит, герой объясняет начальнику тюрьмы, что казненный ослабел после пыток и был готов выдать местонахождение тайника, а теперь тайна сохранится.
- В художественном фильме Тимур и его команда (фильм, 1976) в одном из эпизодов Тимур читает стихотворение «Вересковый мёд» (в переводе С. Я. Маршака) своим друзьям.
- Далёким отражением этой популярности является песня группы «Чёрный Лукич» «Вересковый мёд», давшая название одноимённому альбому (2003), и название пятигорской фолк-группы «Вересковый мёд».
- Создательница группы «Мельница» Хелависа отмечала: «Прочитанная в три года баллада Стивенсона „Вересковый мед“ в переводе С. Я. Маршака повлияла на меня настолько сильно, что я на всю жизнь „заболела“ Шотландией, соседней Ирландией и атмосферой „кельтского тумана“ вообще»[10].
- В 2007 баллада была положена на музыку и исполнена российской группой «The Hobbit Shire»[11] (на русском языке в переводе С. Маршака).
- У группы Wallace Band есть песня «Вересковый мёд».
- 17 февраля 2021 года на сайте YouTube АлТ-студией был создан трёхмерный мультфильм «Вересковый мёд»: https://www.youtube.com/watch?v=a9Hk75FDqH4.
- В 1988 году пивоварня en:Williams Bros Brewing Co начала варить «вересковый мёд» (как и в оригинале баллады «Heather Ale» = «вересковый эль») с грюйтом из вереска и восковницы.